# Barbula farriae
Barbula farriae là một loài rêu trong họ Pottiaceae. Loài này được H.A. Crum & E.B. Bartram mô tả khoa học đầu tiên năm 1958.